# Systeem voor de uitwisseling van btw-informatie
Het systeem voor de uitwisseling van btw-informatie oftewel VIES (Engels: VAT Information Exchange System) is een systeem dat dient om btw-informatie binnen de Europese Unie uit te wisselen. De VIES is een zoekmachine van de Europese Commissie, die btw-identificatienummers opzoekt in de landelijke btw-databases van de verschillende EU-lidstaten. Dat alle lidstaten een eigen database hebben, betekent niet dat die gegevens toegankelijk zijn zonder VIES te raadplegen. De Nederlandse Belastingdienst heeft bijvoorbeeld geen eigen systeem om als buitenstaander de geldigheid van een btw-nummer op te zoeken. Voor het op een correcte manier opzoeken van een btw-nummer moet je dus een zoekopdracht via VIES (een zogenaamde VIES-check) doen. Het VIES-systeem is daarmee de enige officiële bron voor informatie over btw-identificatienummers van organisaties uit de Europese Unie.

## Een btw-identificatienummer controleren op geldigheid
Als men een btw-nummer wil controleren op geldigheid dan kan dat via de website van de Europese Unie. Dat kan handmatig, maar voor grote aantallen stelt de EU een zogenaamde API beschikbaar. Ook zijn er verschillende commerciële websites die gebruikers in staat stellen om grote aantallen btw-identificatienummers te controleren (door een koppeling met VIES). Voorbeelden zijn valdit.com, wijcontrolerenjedata.nl of marosavat.com. Tot slot zijn er verschillende online boekhoudpakketten die een koppeling hebben met VIES.

### Mogelijke uitkomsten van de VIES-check
De VIES-check kan twee verschillende resultaten opleveren: er bestaat voor het opgezochte nummer Europese btw-informatie (een zogenaamde geldige respons) of niet (een zogenaamde ongeldige respons). Een ongeldige respons houdt in dat er in de betrokken nationale database geen informatie kon worden gevonden over het betrokken btw-nummer. Dit kan zijn omdat het btw-nummer niet bestaat, het btw-nummer niet geldig is voor transacties tussen verschillende EU-landen of de registratie nog niet volledig is.